# Beaver Falls (Pennsylvania)
Beaver Falls város az USA Pennsylvania államában, Beaver megyében. Lakosainak száma 9005 fő (2020. április 1.).

## Népesség
A település népességének változása:
| Lakosok száma | 3112 | 8987 | 9005 |
|               | 1870 | 2010 | 2020 |